# Фріц Прегль
Фріц Прегль (нім. Fritz Pregl;  3 вересня 1869, Лайбах — 13 грудня 1930, Грац) — австрійський хімік і лікар словенського походження, лауреат Нобелівської премії з хімії в 1923 року «за винахід методу мікроаналізу органічних речовин».

## Біографія
Австрійський хімік Фріц Прегль народився в Лайбасі (нині Любляна, Словенія), в сім'ї службовця казначейства Раймунда Прегля і Фредерік (Шлакер) Прегль. Хлопчик рано втратив батька і в 1887 р., закінчивши гімназію в Лайбасі, переїхав з матір'ю в Грац. Вступивши до Грацький університет, Прегль зайнявся вивченням медицини і проявив себе настільки талановитим студентом, що викладач фізіології Олександр Ролетт (Alexander Rollett) зробив його своїм асистентом в лабораторії.
Отримавши в 1893 р. медичний диплом, Прегль залишився працювати в лабораторії Ролетта, одночасно практикуючи як лікар-офтальмолог. У цей час Прегль дедалі більше захоплюється хімією. Особливо його цікавили реакції холієвої кислоти, виявленої в жовчі, і причина високого вмісту вуглець-азотистих сполук в людській сечі. Проведені ним дослідження були оцінені досить високо, і в 1899 р. йому запропонували посаду лектора на кафедрі фізіології Грацького університету. Бажання продовжити розпочаті дослідження в області фізіологічної хімії призвело Прегля до Німеччини, де протягом 1904 р. він працював у Карла Хуфнера в Тюбінгенському, у Вільгельма Оствальда — в Лейпцизькому і у Еміля Фішера — у Берлінському університетах. Після повернення до Грацу в 1905 р. він був призначений асистент-професором університетської лабораторії медичної хімії, а два роки опісля став судовим хіміком Граца.
У 1913 р. Прегль повернувся до Грацького університету як професор медичної хімії, в 1916 р. став деканом медичного факультету, а в 1920 р. — його віцеканцлером. Весь цей час він продовжував працювати над удосконаленням і спрощенням методів мікроаналізу. Його робота над сироватками, жовчними кислотами і різними ензимами увінчалася значними результатами.
Після отримання Нобелівської премії Прегль продовжував активно займатися науково-дослідною та викладацькою діяльністю. Його лабораторія стала всесвітньо відомим центром органічного мікроаналізу. А свій ретельний і виключно точний підхід експериментатора вчений передавав студентам. Відомий як чесний, енергійний і скромна людина, Прегль допоміг багатьом своїм студентам завершити освіту у важкі роки після першої світової війни. Прегль любив ходити в гори, був завзятим велосипедистом і автомобілістом. Вчений ніколи не був одружений. Перед смертю він пожертвував велику суму грошей Академії наук у Відні на встановлення премії за досягнення в області мікрохімії. Прегль помер у віці 61 року в Граці після нетривалої хвороби.

## Наукова діяльність
Вивчаючи жовчні кислоти та хімію протеїну, Прегль постав перед труднощами проведення аналізу при виключно малій кількості аналізованих речовин. У його час, щоб провести хімічний аналіз на доступному рівні, але з використанням передових методів, розроблених в 1830-ті рр. хіміками Юстусом фон Лібіхом і Жаном Батистом Дюма Андре, потрібно принаймні від 0,15 до 0,20 грама речовини. Це означало, що для дослідження молекул Преглю довелося б вирішити нездійсненне завдання — переробити кілька тонн аналізованої речовини. Альтернативним рішенням було вдосконалення методів хімічного аналізу. Прегль вибрав останнє.
Після того як в 1910 р. Прегль обійняв посаду професора медичної хімії в Інсбрукському університету, він отримав можливість приділяти значну частину свого часу мікроаналізу. Одне з перших виникло перед ним завдання, яке полягала в тому, щоб винайти ваги, чутливіші, ніж ті, які застосовувалися у звичайній, макроаналітичній хімії. Удосконалюючи ваги, сконструйовані німецьким хіміком В. Г. Кульманом, з тим щоб вони показували вагу з точністю до однієї тисячної частки міліграма, Прегль підвищив їх точність удесятеро.
Прегль займався вивченням органічних молекул, які містили головним чином вуглець, водень, кисень, а часто азот, фосфор, сірку і інші елементи. Аналіз цих сполук вимагає визначення пропорційного складу елементів, що входять до них. Спочатку весь вуглець необхідно перетворити на вуглекислий газ, а весь водень — у воду. Потім ці продукти поділяються шляхом поглинання їх іншими речовинами, які, якщо їх зважити до і після поглинання, покажуть, яку кількість вуглецю, кисню і водню вони поглинули. Оскільки будь-яке зіткнення з повітрям забруднювало б аналізовані зразки, цей крок у всьому процесі виявився найскладнішим. Прегль також виявив, що при поглинанні речовини просочуються, забруднюючи зразки, сторонні побічні продукти, хоча і в безпечній за мірками макроаналізу кількості. Щоб подолати ці труднощі, він винайшов спеціальний фільтр, який затримував все, крім вуглекислого газу і води. Продовжуючи свої дослідження, Прегль розробив методи мікроаналізу для вивчення таких класичних органічних груп, як галогени, карбоксильні групи і метил, а також виготовив за допомогою склодува надзвичайно маленького розміру нову апаратуру, яка дозволяла визначати молекулярну вагу речовини через його точку кипіння. До 1911 Прегль застосовував свої методи аналізу до зразків в кількості від 7 до 13 міліграмів речовини, а через два роки — вже до 3 міліграмів. Вчений також скоротив час хімічного аналізу до однієї години, тобто більш ніж втричі. Запропоновані ним методи, набагато менш складні і значно точніші, ніж попередні, виявилися особливо важливі при аналізі складних природних сполук.

## Нагороди
У 1923 р. Преглю присудили Нобелівську премію з хімії «за винахід методу мікроаналізу органічних речовин». У своїй Нобелівській лекції він, великодушно віддавши належне колегам за їх внесок в його роботу, висловив надію, «що в майбутньому для кількісного мікроаналізу органічних речовин знайдеться ще багато областей застосування, що сам він буде продовжувати удосконалюватися, відкриваючи, таким чином, широкі можливості для наукового пізнання».
Крім Нобелівської, Прегля нагороджено премією Лейба з хімії Імперської академії наук у Відні (1914). Він був почесним доктором Геттінгенського університету, членом-кореспондентом Імперської академії наук.
Також Прегль був закордонним членом Наукового товариства імені Шевченка від 1923 року.